# المتمة الإثيوبية

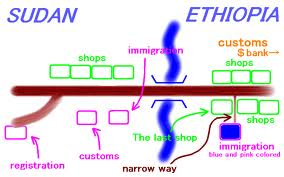
رسم توضيحي للمتمة والقلابات والوادي الصغير الفاصل بينهما

المتمة الإثيوبية (بالأمهرية: መተማ) وتعرف باسم متمة يوهانس نسبة للإمبراطوار الإثيوبي يوهانس الرابع الذي قُتل فيها في المعركة الشهيرة التي دارت فيها عام 1889 على يد أتباع الإمام المهدي السودانيين. والمدينة تم تسميتها باسم المتمة بعد أن هاجر إليها المك نمر زعيم قبيلة الجعليين السودانية في العام 1821 عقب الغزو التركي المصري للسودان، من عاصمته المتمة في شمال السودان. المدينة تعتبر من النقاط الحدودية المهمة بين السودان وإثيوبيا، وتقابل في السودان مدينة القلابات التي لا يفصلها عنها سوى جسر قصير. والمتمة والقلابات يرد ذكرهما كمان واحد في كتب التاريخ.

المتمة تقع في إقليم أمهره الإثيوبي، وهي المركز الإداري لوحدة إدارية إثيوبية من المستوى الثالث تحمل اسم المتمة أيضاً، المتمة مركز تجاري حدودي ومعبر بري يربط بين السودان وإثيوبيا، كما تعتبر المتمة وجهة تجارية وسياحية مهمة بالنسبة للسودانيين.

## التاريخ

### قبل معركة القلابات
كانت المتمة والقلابات وتعرفان في المصادر التاريخية القليلة المتوفرة عتهما تعرفان في كتب المؤرخين باسم القلابات ومنطقة القلابات تشمل كل المتطقة التي تضم المدينتين وما حولهما المعروفة باسم رأس الفيل.

قبل معركة القلابات كانت المتمة عاصمة لمملكة التكارير ويقول المؤرخ السوداني محمد سعيد القدال في كتابه السودان وإثيوبيا أن أول من أسس المتمة هم العبيد الهاربين من أسيادهم خلال عهدي التركية والفونج في السودان ويعرفون باسم الكنجارة.

كانت مملكة التكارير مستغلة وشيخ التكارير كان يقوم بدور إداري بالتنسيق مع حكام إثيوبيا والسودان، وعندما اندلعت الثورة المهدي كان شيخ التكارير هو محمد صالح شنقا الذي لم ينضم للمهدية إطلاقاً ودخل في حروبات مع عمال المهدي على المنطقة. 

### في الحرب الأهلية الإثيوبية
خلال الحرب الأهلية الإثيوبية ضد نظام الدرغ الشيوعي بقيادة منغستو هايلا مريم استطاع الحزب الديمقراطي الإثيوبي (EDUP) الإستيلاء على المتمة في 13 يناير 1977 بعد هجوم قاده من داخل الأراضي السودانية، واستطاعت الثورية لشعوب إثيوبيا (EPRDF) انتزاعها من الحزب الديمقراطي في 7 أكتوبر 1990 .

### التاريخ الحديث
بعد انفصال إريتريا من إثيوبيا، وتوتر العلاقات بين البلدين والحرب التي دارت بينهما، اكتسبت المتمة أهمية شديدة كونها من المنافذ المهمة لصادرات إثيوبيا عبر ميناء بورتسودان الذي يأتي في المرتبة الثانية من الأهمية بعد ميناء جيبوتي. وقبل الانفصال كانت إثيوبيا تصدر عبر ميناء عصب الذي أصبح جزءا من إريتريا، هذه الأهمية أدت إلى إنشاء الطريق القاري من القضارف السودانية إلى مدينة غندر الإثيوبية في 2002 وقد افتتحه الرئيس الإثيوبي عندها ملس زيناوي ونائب الرئيس السوداني علي عثمان طه.

## معركة المتمة
هي معركة دارت رحاها في المنطقة وتعرف أيضاً في كتب التاريخ باسم معركة القلابات وكما هو معروف فأن المتمة وشقيقتها السودانية القلابات كانتا تعرفان ياسم القلابات أو سوق القلابات، كانت المعركة في يومي 9 و10 من شهر نوفمبر 1889 .بين الأنصار بقيادة الزاكي طمل والجيوش الإثيوبية التي قادها الأمبراطور يوهانس الرابع بنفسه، وقد انتهت المعركة بانتصار السودانيين وتم حمل رأس الإمبراطور مع الغنائم إلى عبد الله التعايشي في أم درمان.

## السكان
تشير المصادر إلى أن المتمة تم تأسيها على يد مجكوعة التكارير المسلمين الذين تعود أصولهم منطقة دارفور بالسودان. وقد وجدوها ملائمة للراحة في طريقهم لأداء الحج في مكة وقد حصلو على إذن بالإقامة من إمبراطور إثيوبيا.

### القبائل
تقع بلدة المتمة في إقليم الأمهرا وهي عاصمة وحدة إدارية من المستوى الثالث تحمل اسم المتمة أيضاً، ووفقاً لإحصاء سكاني إثيوبي في 2007 فإن مجمل سكان وحدة المتمة الإدارية 110,252 نسمة منهم 5810 تقريبا ببلدة المتمة. معظم سكان البلدة من الأمهره.

### النشاط الاقتصادي
التجارة الحدودية والحدمات للسودانيين تعتبر أهم موارد البلدة الإقتصادية ويعمل فيهما معظم السكان.
يقوم السودانيون غالباً بالشراء من سوق القلابات للفرق في السعر بين العملة الإثيوبية والسودانية قبل الانهيار الاقتصادي السوداني بعد انفصال الجنوب وحرب هجليج بين السودان وجنوب السودان أو إيقاف تصدير النفط، كان الجنيه السوداني قبل الانهيار يساوي ما بين 4 إلى 5 بير إثيوبي، انخفضت قيمته إلى 2.5 إلى 3 بعد الانهيار، ورغم ذلك لا تزال التجارة الحدودية بين السودان وإثيوبيا في منفذ المتمة مزدهرة وأهم ما يتم استيراده من سوق المتمة هو: الفول المصري، الملابس الجاهزة، الأجهزة الإلكترونية، الأبقار، الأخشاب، البهارات الإثيوبية، العسل.

يتم استيراد هذه البضائع رسمياً وتمر عبر الجمارك السودانية والإثيوبية، ولكن تنشط أيضاً حركة التهريب الذي يشمل هذه المنتجات بالإضافة إلى المنتجات المحظورة بموجب القانون في السودان مثل الخمور والمخدرات، ويعمل بعض السودانيين في شبكات تهريب البشر، التي تنقل الإثيوبيين للعمل في السودان بدون أرواق ثبوتية عن طريق الهجرة غير الشرعية. لم يتم إلغاء إلغاء قوانين الشريعة الإسلامية في السودان منذ أن فرضها في سبتمبر 1983 الرئيس السوداني الأسبق جعفر النميري وعرفت باسم قوانين سبتمبر حينها، وكانت سبباً من الأسباب التي أدت للإطاحة به في الثورة الشعبية السودانية الثانية المعروفة بثورة أبريل 1985، واستمرت قوانين سبتمبر سارية في عهد الديمقراطية السودانية الثالثة وعهد الإنقاذ.

ترتب على ذلك أن المتمة وخاصة بعد إنشاء الطريق القاري بين السودان وإثيوبيا في 2002 قد شهدت ازدهار سوق السياحة الجنسية بالنسبة للسودانيين، وكذلك تزدهر في المتمة سوق الخمور الممنوعة بصرامة في السودان أيضاً في البارات والمواخير الملحقة بها المنتشرة في المتمة ويعمل بها عدد كبير جداً من الإثيوبيات.

### الدين
%81.4 من السكان مسيحيون و16.4% مسلمين، والمسيحيون تابعون لكنيسة التوحيد الإثيوبية الأورثوذكسية.